# Чемпіонат націй КОНКАКАФ 1969
Чемпіонат націй КОНКАКАФ 1969 (ісп. Campeonato de Naciones de CONCACAF 1969) — 4-й розіграш чемпіонату націй КОНКАКАФ, організованого КОНКАКАФ, відбувся з 23 листопада по 7 грудня 1969 року в Сан-Хосе, Коста-Рика. У фінальній частині турніру брали участь 6 збірних, вони в одноколовому турнірі визначили чемпіона та призерів. Турнір вдруге виграла збірна Коста-Рики.

## Кваліфікація
Збірна Гватемали була кваліфікована на турнір як чинний чемпіон, а збірна Коста-Рики — як господар. Інші 10 учасників, що подали заявки, розігрували ще 4 місця у фінальному турнірі.

## Стадіон
| Сан-Хосе             |
| -------------------- |
| Національний стадіон |
| Місткість: 25,000    |
|                      |

## Таблиця
| М | Збірна            | О | І | В | Н | П | ГЗ | ГП | РГ |
| - | ----------------- | - | - | - | - | - | -- | -- | -- |
| 1 | Коста-Рика        | 9 | 5 | 4 | 1 | 0 | 13 | 2  | 11 |
| 2 | Гватемала         | 8 | 5 | 3 | 2 | 0 | 10 | 2  | 8  |
| 3 | НАО               | 5 | 5 | 2 | 1 | 2 | 9  | 12 | -3 |
| 4 | Мексика           | 4 | 5 | 1 | 2 | 2 | 4  | 5  | -1 |
| 5 | Тринідад і Тобаго | 3 | 5 | 1 | 1 | 3 | 4  | 12 | -8 |
| 6 | Ямайка            | 1 | 5 | 0 | 1 | 4 | 3  | 10 | -7 |

| 23 листопада 1969 |

| Коста-Рика                    | 3–0 | Ямайка |
| ----------------------------- | --- | ------ |
| Касканте Саєнс Докінз ?' (аг) |     |        |

| Національний стадіон, Сан-Хосе Глядачів: 7,389 |

| 27 листопада 1969 |

| Гватемала   | 2–0 | Тринідад і Тобаго |
| ----------- | --- | ----------------- |
| Гамбоа Фіон |     |                   |

| Національний стадіон, Сан-Хосе |

| 27 листопада 1969 |

| Мексика          | 2–0 | Ямайка |
| ---------------- | --- | ------ |
| Мансілья Сабатер |     |        |

| Національний стадіон, Сан-Хосе |

| 27 листопада 1969 |

| Коста-Рика     | 2–1 | Нідерландські Антильські острови |
| -------------- | --- | -------------------------------- |
| Грант Касканте |     | Крус                             |

| Національний стадіон, Сан-Хосе |

| 29 листопада 1969 |

| Гватемала                        | 6–1 | Нідерландські Антильські острови |
| -------------------------------- | --- | -------------------------------- |
| Мелгар Саламанка Вальдес Мюйленс |     | Регалес                          |

| Національний стадіон, Сан-Хосе |

| 30 листопада 1969 |

| Тринідад і Тобаго     | 3–2 | Ямайка         |
| --------------------- | --- | -------------- |
| Каммінгс Дуглас Хайнс |     | Скотт Гамілтон |

| Національний стадіон, Сан-Хосе |

| 30 листопада 1969 |

| Коста-Рика    | 2–0 | Мексика |
| ------------- | --- | ------- |
| Сантана Саєнс |     |         |

| Національний стадіон, Сан-Хосе Глядачів: 20,460 |

| 2 грудня 1969 |

| Нідерландські Антильські острови | 3–1 | Тринідад і Тобаго |
| -------------------------------- | --- | ----------------- |
| Люфсток Мартейн                  |     | Хайнс             |

| Національний стадіон, Сан-Хосе |

| 2 грудня 1969 |

| Гватемала | 1–0 | Мексика |
| --------- | --- | ------- |
| Фіон      |     |         |

| Національний стадіон, Сан-Хосе |

| 4 грудня 1969 |

| Нідерландські Антильські острови | 2–2 | Мексика      |
| -------------------------------- | --- | ------------ |
| Топпенберг                       |     | Креспо Барба |

| Національний стадіон, Сан-Хосе |

| 4 грудня 1969 |

| Гватемала | 0–0 | Ямайка |
| --------- | --- | ------ |
|           |     |        |

| Національний стадіон, Сан-Хосе |

| 4 грудня 1969 |

| Коста-Рика          | 5–0 | Тринідад і Тобаго |
| ------------------- | --- | ----------------- |
| Руїс Грант Елісондо |     |                   |

| Національний стадіон, Сан-Хосе |

| 6 грудня 1969 |

| Нідерландські Антильські острови | 2–1 | Ямайка |
| -------------------------------- | --- | ------ |
| Регалес Мартейн                  |     | Ларгі  |

| Національний стадіон, Сан-Хосе |

| 7 грудня 1969 |

| Мексика | 0–0 | Тринідад і Тобаго |
| ------- | --- | ----------------- |
|         |     |                   |

| Національний стадіон, Сан-Хосе |

| 7 грудня 1969 |

| Коста-Рика | 1–1 | Гватемала |
| ---------- | --- | --------- |
| Ванчопе    |     | Фіон      |

| Національний стадіон, Сан-Хосе |

| Чемпіон націй КОНКАКАФ 1969 |
| --------------------------- |
| Коста-Рика 2-й титул        |

## Найкращі бомбардири
3 голи
- Марко Фіон
- Нельсон Мельгар
- Віктор Руїс